# Umeå Budoklubb
Umeå Budoklubb (UBK) är en av Sveriges största jujutsuklubbar med cirka 250 medlemmar (2020). I Umeå tränas i huvudsak stilen Ju-Jutsu Kai. Utöver denna stil tränas även Tactical Fitness. 
Tack vare sin storlek så tränar varje kyu- och mongrad för sig, och dangraderna tillsammans. Förut hade klubben även särskilda träningar för barn och ungdom med Downs syndrom.

## Historia
Umeå Budoklubb grundades 1965 som en judoklubb. 1973 startades en jujutsusektion av Staffan Sonning, Kent Johansson och Christer Helmerius.
Första träningslokalen var Universumhuset för att sedan följas av några år på området där OK-hotellet ligger idag. Efter det tillbringades några år i det gamla badmintontältet på Ålidhem. Då hade klubben cirka 180 kvadratmeter matta utlagd (att jämföras med cirka 220 kvadratmeter idag). Klimatet i tältet var dock inte av det bästa slaget. Vatten kondenserades och frös till is på tältets insida under vinterhalvåret och under sommaren blev tältet mer eller mindre ett växthus, klimatmässigt sett.
När hotet att badmintonhallen skulle rivas blev alltför överhängande flyttade klubben ut. Sektionerna fick träna på var sitt håll av utrymmesskäl. Judon på Sporthallen (dagens Gammliahallen) och jujutsun på gymmet USM. Efter två år i den lokalen fick klubben ordentlig växtvärk. För liten lokal, undermålig ventilation, ingenstans att sitta och prata eller se på träningen. Det var då klubben fick tag i sin nuvarande dojo i centrala Umeå.
Klubben flyttade in i dessa lokaler hösten 1988 och hade då cirka 160 kvadratmeter matta utlagd, omklädningsrum och en liten cafeteria där man kunde sitta före och efter träningarna.
1988 startades Umeå Ju-jutsuklubb (numera Umeå Kampcenter) och året därpå lämnade judon Svenska Budoförbundet och judosektionen i UBK bröt sig ur och startade Umeå Judoklubb. Trots dessa två delningar är Umeå Budoklubb en av landets största jujutsuklubbar med drygt 400 aktiva medlemmar.
1993 stod klubben som värd för SM i ju-jutsu. SM arrangerades i dåvarande sporthallen och klubben tog hem hela 10 medaljer.
Under sommaren 1996 renoverades lokalerna och byggdes ut för att nu omfatta cirka 220 kvadratmeter matta, tränarrum, kansli, stora omklädningsrum, bastu, lagerutrymmen samt en väl tilltagen cafeteria med kök. Lokalerna invigdes i januari 1997 under ett dygn med många uppvisningar och en stor klubbfest.
Under åren har Umeå Budoklubb gjort sig känd som en bra tävlingsklubb och har fostrat många svenska mästare och flera av deras tävlanden har även representerat Sverige i landslaget. Detta har medfört flera medaljer på EM, VM och World Games. Nämnas kan t.ex. Niklas Säfvenstedt (EM-silver 1990), Leif Löfström (EM-silver 1991), Annika Löfström (EM-brons 1991), Ingela Viktorsson (VM-brons 1998), Christer Öqvist (EM-guld 1999 och World Games-brons 2001) och Malin Persson och Maria Eriksson (VM-brons 2006).
Klubben arrangerar varje år Norrlandslägret den första helgen i november. Då gästar cirka 400 tränanden Umeå, från främst Norrland men även andra delar av Sverige, och tränar för inbjudna instruktörer. Det första Norrlandslägret arrangerades 1977.
2003 firades 30-årsjubileet av jujutsu i Umeå. Då höll klubben uppvisningar på dojon under hela dagen och jubileet uppmärksammades i radio och tidningar. En stor sittning arrangerades för klubbmedlemmarna och inbjudna hedersgäster var de personer som grundade jujutsusektionen 1973, Christer Helmerius, Staffan Sonning och Kenth Johansson. 
År 2005 firades klubbens 40-årsjubileum. Återigen mottog klubben gratulationer och året blev framgångsrikt med nytt medaljrekord för klubbens tävlande och nytt rekord i antalet nya svarta grader. 
2006 stod klubben på nytt värd för svenska mästerskapen i ju-jutsu. Resultatet för klubben blev denna gång två guld och ett silver.

## Organisationer
Umeå Budoklubb är ansluten till Svenska Budo- och Kampsportsförbundet, Svenska Ju-jutsuförbundet, Svenska Jujutsufederationen.